# 香草醇
香草醇，又称香荚兰醇、4-羟基-3-甲氧基苄醇，是香荚兰、天麻中提取出来的一种芳香醇，可用作食品添加剂、镇静剂，此外还有促进胆汁分泌、抗惊厥的作用。